# Luisa Casati
Luisa Casati (Luisa Adele Rosa Maria Amman, ur. 23 stycznia 1881, zm. 1957) – włoska arystokratka, muza i mecenaska sztuki. Celebrytka fin de siècle i XX w.
W 1900  Luisa wyszła za markiza Camilla Casati; w 1901 urodziła się ich jedyna córka Maria Cristina. Do separacji małżeństwa doszło w 1914.
Była muzą światowej klasy artystów. Jej portrety, rzeźby i fotografie zapełniły galerie. Nieśmiertelną uczynili ją malarze: 
Giovanni Boldini, Romaine Brooks, Kees van Dongen, Augustus John i Ignacio Zuloaga; rysownicy: Alastair i Alberto Martini; rzeźbiarze: Giacomo Balla, Catherine Barjansky i Jacob Epstein; fotograficy: Cecil Beaton, Adolph de Meyer i Man Ray. Jako muza włoskich futurystów Umberto Boccioniego, Fortunato Depero i Filippo Marinettiego stworzyła wyszukany pokaz marionetek z muzyką Maurice’a Ravela. Uważana była za oryginalną dandyskę, ubierali ją: Léon Bakst, Erté, Mariano Fortuny i Paul Poiret. Ozdobiona klejnotami René Lalique zainspirowała stworzenie słynnego projektu „Panthera”  Louis-François Cartiera. Przyjęcia i występy przez nią organizowane stały się legendarne. Podczas jednej z uroczystości w jej weneckim pałacu Niżyński zaprosił do tańca Isadorę Duncan; Picasso wziął udział w wieczorze w jej rzymskiej willi; podczas gdy dla innego artysty przebrała się za żywe dzieło sztuki inspirowane dziełami Salvadora Dali. Była obiektem intryg Marcela Prousta i Roberta de Montesquiou. Brylowała w nocnym życiu Paryża, robiąc niezapomniane wrażenie na Coco Chanel, Colette i Elzie Schiaparelli. Była kochanką Gabriele D’Annunzio, jednego z najbardziej znanych pisarzy włoskich. Pochowana została w kreacji w panterkę z wypchanym psem.

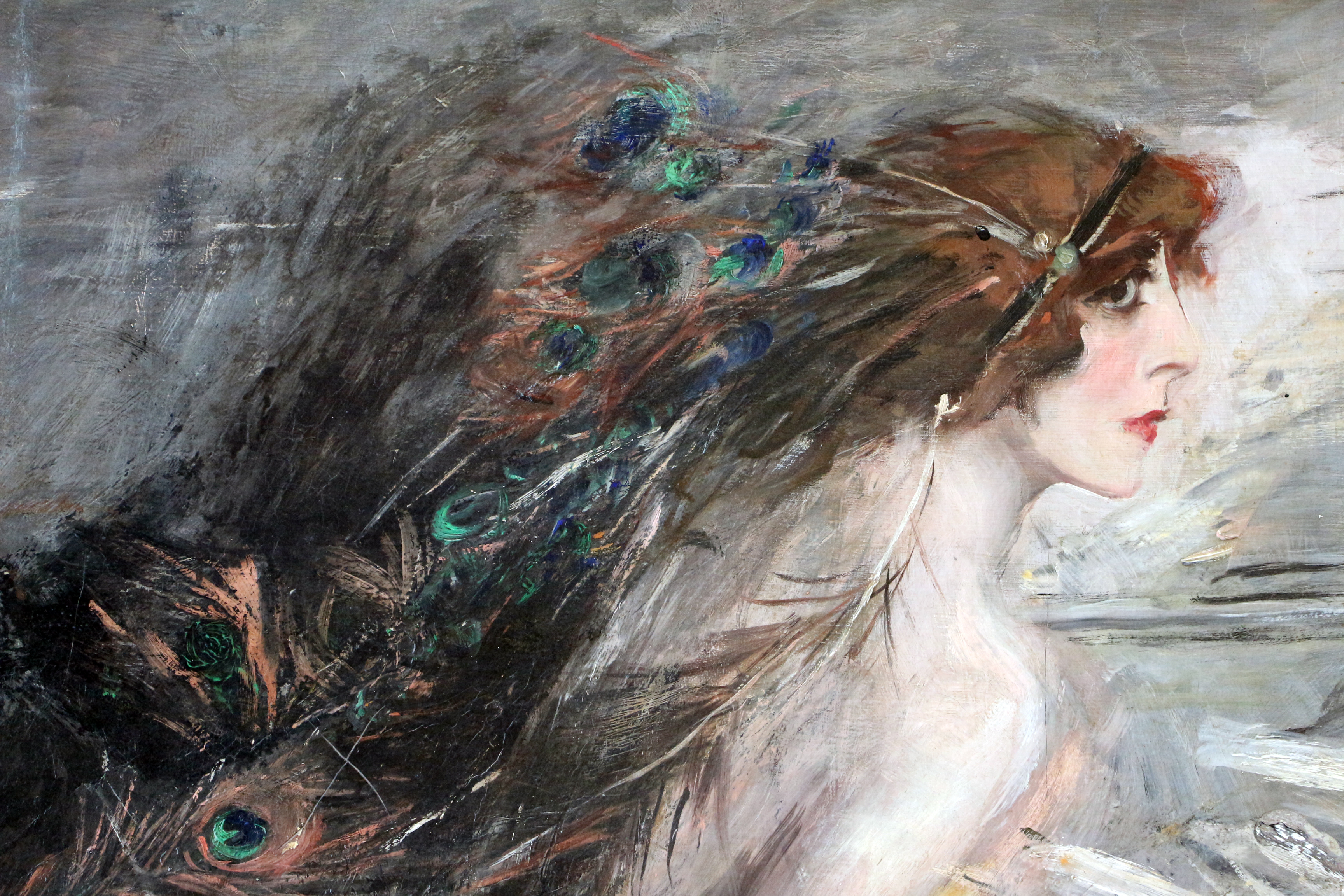
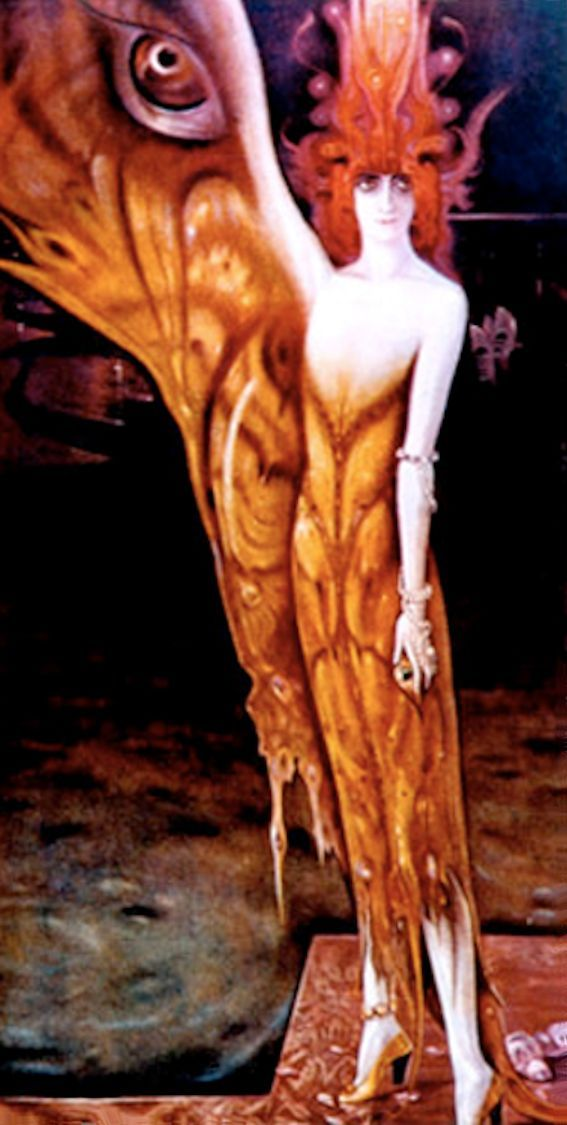
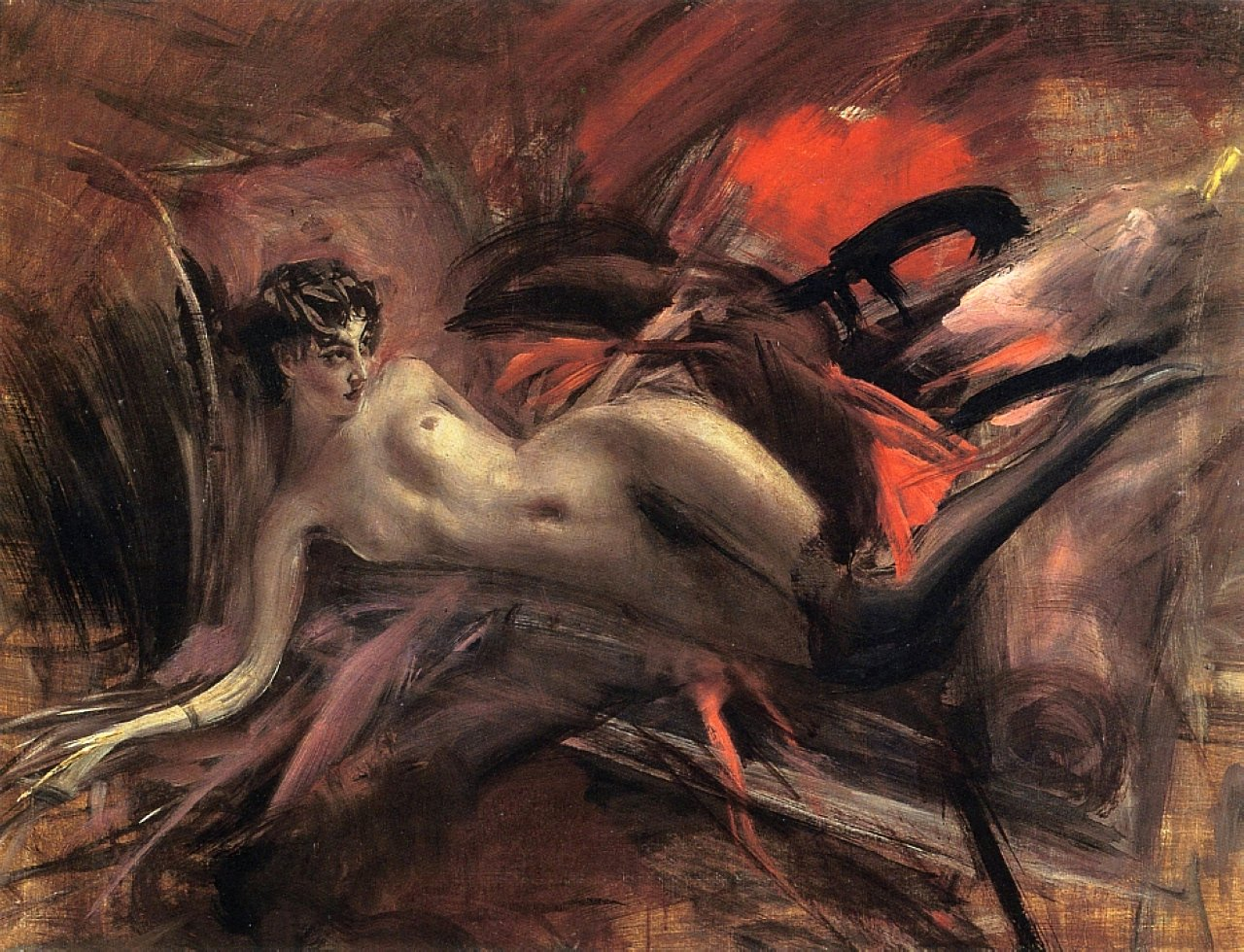